# Jeffrey Miron
Jeffrey Alan Miron (n. Detroit, Míchigan, Estados Unidos, 31 de enero de 1957) es un economista estadounidense. Actualmente es profesor en la Universidad de Harvard, además de ser un contribuyente regular del Instituto Cato, un think tank con base en Washington D. C.
Miron es un prominente libertario, habiendo escrito varios libros sobre economía y política pública, además de varias otras publicaciones donde expone su visión de libre mercado y libertad individual.

## Carrera
Miron obtuvo su licenciatura en economía del Swarthmore College en 1979, y posteriormente obtuvo un doctorado en economía del Massachusetts Institute of Technology en 1984.
En 1989 se convirtió en Investigador Adjunto del National Bureau of Economic Research, cargo que ostenta hasta la fecha. Desde 1999 hasta junio de 2005 fue el presidente del Instituto Bastiat y en 2009 se unió al Instituto Cato, donde continúa trabajando hasta hoy como miembro de la junta editorial. Con el Instituto Cato creó los Cato Papers on Public Policy, una recopilación de análisis de políticas públicas en los Estados Unidos que se publica cada año.
Como profesor, Miron enseñó economía en la Universidad de Boston entre 1990 y 2005, además de ejercer como el director del Departamento de Economía de la universidad entre 1992 y 1998. En 2007 Miron comenzó a enseñar en Harvard, donde también es el director del Programa de Economía.
Miron es considerado como uno de los libertarios más influyentes en los Estados Unidos. En 2010 publicó el libro Libertarianism from A to Z (lit. Libertarismo de la A a la Z), como una guía estilo enciclopedia del pensamiento libertario. Además de este libro, Miron ha publicado un sinnúmero de estudios, artículos y videos en donde explica claramente sus posiciones de apoyo al libre mercado, la oposición a la intervención del estado y lo que el considera son las destructivas políticas hacia las drogas por parte del gobierno estadounidense, entre otros temas.

## Opinión sobre la criminalización de las drogas
El profesor Miron, que durante 15 años ha estudiado las consecuencias de la penalización de las drogas, opina que su prohibición es la peor solución para prevenir su consumo. En este sentido enuncia tres efectos nocivos de la prohibición de las drogas: el mercado negro y el consecuente coste de vidas, las limitaciones a las personas que no las consumen y el alto coste económico de garantizar la prohibición.

## Obras
- Casebook for Use With Macroeconomics. Institute of Electrical & Electronics Engineers. 1992. ISBN 978-0-87901-597-8.
- The Economics of Seasonal Cycles. The MIT Press. 1996. ISBN 978-0-262-13323-4.
- Drug War Crimes: The Consequences of Prohibition. Independent Institute. 2004. ISBN 978-0-945999-90-4.
- Libertarianism, from A to Z. Basic Books. 2010. ISBN 978-0-465-01943-4.